# Eurolimnornis
Eurolimnornis es el nombre dado a un género extinto monotípico de pterosaurio del Cretácico Inferior. La única especie conocida, E. corneti fue identificada originalmente como un ave primitiva pero esencialmente moderna (o incluso como una neognata temprana ancestral con respecto a los somormujos), aunque las teorías alternas posteriormente han sugerido que era un terópodo no aviano o un pterosaurio. La identificación como un pterosaurio fue apoyada por una revaluación de los restos fósiles publicada en 2012.
El holotipo y único material conocido a la fecha (MTCO-P 7896) es un fragmento distal del húmero derecho, el cual fue en principio adscrito a la misma especie que el espécimen de Palaeocursornis corneti, un posible sinónimo también identificado originalmente como un ave.
Los restos fueron hallados en depósitos del Berriasiense (hace cerca de 143 millones de años) en Cornet cerca de Oradea, en Rumania. Eurolimnornis apareció en lo que por entonces era un archipiélago de islas volcánicas y de coral hacia el este del océano de Piamonte-Liguria. Su hábitat se componía de terrenos con colinas kársticas con numerosos afluentes de agua dulce y salobre, lagos y pantanos. Como este archipiélago se encontraba cerca de la latitud 35°N en un clima más cálido y húmedo que el de la actualidad, era algo similar a las Antillas o Indonesia.(Benton et al., 1997)